# Хован, Ян
Ян Хован (словац. Ján Chovan; 7 сентября 1983, Братислава, ЧССР) — бывший словацкий хоккеист, вратарь. Последний сезон своей карьеры 2016/2017 провёл в Словацкой экстралиге за клуб «Нове Замки».

## Карьера
Свою карьеру Ян Хован начал в «Словане» в юниорском составе. В 2000 году уехал играть за океан в юниорскую лигу Онтарио. Выступал за клубы «Бельвиль Буллз» и «Лондон Найтс». В сезоне 2002/03 выступал в юниорской лиге США в составе клуба «Су-Сити Мушкетерс». Следующие два сезона Хован выступал в низших североамериканских лигах. В начале сезона 2005/06 вернулся в Словакию, подписав контракт со «Слованом». Одновременно выступал за основную команду в Словацкой экстралиге и за фарм-клуб «Ружинов 99». В 2007 и 2008 годах становился чемпионом Словакии в составе «Слована».
В 2008 году подписал контракт со жлобинским «Металлургом», но ближе к концу сезона перешёл в латвийский «Латгале». Сезон 2009/10 играл в чемпионате Казахстана за павлодарский «Иртыш». В 2010 году подписал контракт с другим казахстанским клубом «Арланом», но сыграв одну встречу во второй раз вернулся в Словакию в клуб «Спишска-Нова-Вес» из второй по силе лиге Словакии. В середине сезона 2011/12 подписал контракт с киевским «Беркутом». В составе «Беркута» становился бронзовым призёром чемпионата Украины в 2012 году. В июле 2013 года вернулся в Словакию в третий раз, подписав контракт с клубом «Нове Замки», выступающей в MOL Лиге. 3 июля 2014 года подписал контракт с «Иртышом», за которую Ян Хован выступал в сезоне 2009/10.

## Международная
В составе молодёжной сборной Словакии участник чемпионата мира 2003.

## Достижения
- Чемпион Словакии (2007, 2008)
- Чемпион Казахстана (2015)
- Бронзовый призёр чемпионата Украины (2012).